# Tullparaju
Le Tullparaju,, (du quechua : tullpa « foyer, cuisine rustique », et rahu « neige, glace » ; littéralement « montagne en forme de foyer ») est une montagne de la cordillère Blanche (Andes) au Pérou. Elle s'élève à une altitude de 5 787 mètres.
Le Tullparaju est situé à la limite des provinces de Huaraz et de Huari, dans la région d'Ancash. Il est au sud-est du Pucaranra et du Chinchey et au nord-est de l'Andavite, au fond de la vallée Quebrada de Quilcayhuanca. La fonte de ses glaciers alimente la laguna Tullparaju.

## Histoire
La première ascension est réalisée le 24 juillet 1962 par les Américains David Bernays et Charles Sawyer, et par le Norvégien Leif Patterson. Ils parviennent à atteindre le sommet après plusieurs tentatives le long de l'arête ouest,,.